# From A Girl's Point Of View We Give To You...
From a Girl's Point of View We Give to You..., también titulado Love Unlimited, es el álbum debut del grupo vocal femenino estadounidense Love Unlimited, lanzado en el año 1972 por la compañía discográfica Uni/MCA Records. Producido por el cantante, compositor y productor solista Barry White, para el cual el grupo ofrecía sus voces para sus canciones, el álbum fue arreglado orquestalmente por White y Gene Page. Fue remasterizado digitalmente y relanzado en formato CD por el ingeniero de grabación Bill Inglot el 10 de mayo de 1994 por Varèse Vintage.

## Historia
Love Unlimited estaba formado por Diane Taylor y las hermanas Glodean y Linda James. Originalmente, Glodean había conocido al artista y futuro esposo Barry White a través de una amiga mutua. Ella era fan del sencillo de Viola Wills Lost Without the Love of My Guy, una canción coescrita y arreglada por White. White estuvo ensayando con las cantantes durante casi un año, las cuales no habían tenido ninguna experiencia profesional como tales, y un día les dio el nombre por el que serían conocidas, Love Unlimited. White escribió Walkin' in the Rain With the One I Love con una letra inspirada a través de conversaciones que tuvo con Glodean; los dos establecerían un diálogo por teléfono en la canción. El amigo y compañero de negocios de White, Larry Nunes, le llevó la grabación a un jefe y ejecutivo de la discográfica Uni Records. Russ Regan.

## Recepción
El álbum alcanzó la posición número #151 en la lista Billboard 200 y produjo el sencillo de éxito Walkin' in the Rain with the One I Love, el cual llegó a la posición #14 en la lista Billboard Hot 100 y número #6 en la lista de sencillos de Soul. El sencillo fue certificado Oro por la Recording Industry Association of America el 24 de julio de 1972, y un millón de copias del mismo fueron vendidas en los Estados Unidos. El éxito del sencillo provocó la venta del álbum en un millón de copias.
Love Unlimited fue bien recibido por los críticos contemporáneos. El escritor de Allmusic John Bush le dio 4 estrellas y media de cinco. Bush elogió su concepto tipo suite y alabó la producción y composición de Barry White para el álbum, diciendo que "Los arreglos de White son reminiscentes del sonido de Holland-Dozier-Holland de mediados de los años 60". Q le dio al álbum cuatro de cinco estrellas y describió al trío como "la conclusión lógica del sonido Soul femenino", comentando que "la melodía romántica lograba una majestuosidad diseñada para ser la versión femenina del sonido de Barry White".

## Listado de canciones
| N.º | Título                                                    | Duración |  |
| 1.  | «I Should Have Known» (Barry White, Robert Relf)          | 4:54     |  |
| 2.  | «Another Chance» (White, Tom Brock)                       | 2:51     |  |
| 3.  | «Are You Sure» (Linda James, Diane Taylor, Glodean James) | 3:16     |  |
| 4.  | «Fragile - Handle with Care» (White)                      | 4:02     |  |
| 5.  | «Is It Really True Boy - Is It Really Me» (White)         | 4:00     |  |

| N.º | Título                                            | Duración |  |
| 6.  | «I'll Be Yours Forever More» (White)              | 3:43     |  |
| 7.  | «If This World Were Mine» (Marvin Gaye)           | 5:32     |  |
| 8.  | «Together» (Kenneth Gamble, Leon Huff)            | 3:10     |  |
| 9.  | «Walkin' in the Rain with the One I Love» (White) | 4:44     |  |

## Personal
- Love Unlimited – voces principales
  - Glodean James
  - Linda James
  - Diane Taylor
- Barry White – arreglos, productor
- Gene Page – arreglos orquestales